# Roar Nilsen
Pour les articles homonymes, voir Nilsen.
Roar Nilsen, né le 28 août 1952, est un biathlète norvégien.

## Biographie
Roar Nilsen fait son apparition au niveau international aux Championnats du monde 1977, où il est sixième du sprint et quatrième du relais.
En 1978, il devient vice-champion du monde de relais en compagnie de Tor Svendsberget, Odd Lirhus et Sigleif Johansen et est de nouveau sixième de l'individuel.
En 1978, il prend part à la première édition de la Coupe du monde, où il s'impose à l'individuel de Jáchymov en janvier 1979. Il gagne un relais à Ruhpolding en 1980. Il court les compétitions internationales jusqu'en 1983.

## Palmarès

### Championnats du monde
- Championnats du monde 1978 à Hochfilzen (Autriche) :
  -  Médaille d'argent au relais 4 × 7,5 km.

### Coupe du monde
- Meilleur classement général : 15e en 1979.
- 1 podium individuel : 1 victoire.
- 1 victoire en relais.